# 148780 Altjira
148780 Altjira eller (148780) 2001 UQ18 är ett binärt objekt i Kuiperbältet. Objektet upptäcktes 2001 av den amerikanske astronomen Marc W. Buie, Deep Ecliptic Survey, vid Kitt Peak National Observatory.

## Måne
Mycket lite har hittills framkommit om månen som rapporterades i mars 2007. Avståndet till Altjira är cirka 5 800 km. Omloppstiden uppskattas till 23 dygn och diametern till 246 km.

## Benämning
Altjira har fått sitt namn från himmelens gud i aboriginsk mytologi. Det är inte känt om månen har fått någon egen beteckning ännu.